# Rangjung Rigpe Dorje
Karmapa
Khakyab Dorje Orgyen Trinley Dorje
 Trinley Thaye Dorje
Ne doit pas être confondu avec Rangjung Dorje.
Rangjung Rigpe Dorjé (tibétain : རང་འབྱུང་རིག་པའི་རྡོ་རྗེ་, Wylie : rang byung rig pa'i rdo rje) (14 août 1924 à Denkhok, Dergué, Kham  - 5 novembre 1981, Zion, États-Unis) est une personnalité du bouddhisme tibétain considérée dans cette tradition comme la 16e incarnation du karmapa. Chef spirituel de la lignée Karma Kagyu du bouddhisme tibétain, il est né à Denkhok dans le district de Dergé dans le Kham (Tibet oriental), près de la rivière Drichu.

## Biographie

### Au Tibet
Rangjung Rigpe Dorjé est né à Denkhok dans le Kham (Tibet oriental) le 14 août 1924 dans la famille Athoub (aussi écrit Atup). Le 5e Dzogchen Rinpoché Thubten Chökyi Dorje, abbé du monastère de Dzogchen Nyingmapa, avait prédit la naissance d'un grand bodhisattva à la future mère alors qu'elle était enceinte. Sur son conseil, elle s'installa dans une grotte où avait médité Padmasambhava, en attendant la naissance.
La lettre poétique de prédiction du 15e karmapa comporte des indications qui permirent de confirmer la découverte au Tibet de sa réincarnation. En voici une traduction :
« A l'est de ce lieu, près de la rivière Ser Dan,

Dans le district détenu par l'Archer Brave,

Au sommet d'un lion formé naturellement,
 
La montagne ornée de Aa et Thoup,
 
Dans la demeure royale, le clan de Cheukar Dzeu,

On peut le voir résider dans la matrice d'une dakini de ce monde,
 
Dans l'année du Bœuf ou du Rat,
 
De la vacuité d'Ati qui pénètre tout,
 
S'élèvera une grande lampe de la sagesse transcendantale,
 
L'unification de l'apparence et de la connaissance,

Il s'appellera Rangjung Rigpe Dorje. »
Le 11e Taï Sitou Rinpoché, reconnut l'enfant comme étant le nouveau karmapa. Les détails de la naissance correspondaient aux indications mentionnées dans la lettre de prédiction confiée par le 15e karmapa à son assistant, Jampal Tsultrim. L'enfant fut amené au monastère de Palpung où il reçut sa première ordination et prit les vœux de bodhisattva auprès du 11e Taï Sitou Rinpoché et de Kongtrul Rinpoché de Palpung, les deux principaux disciples de son prédécesseur. L'enfant avait 8 ans et résidait toujours au royaume de Dergé lorsqu'il reçut la Coiffe Vajra et les robes de cérémonies du karmapa, qui lui furent apportées du monastère de Tsourphou. Il visita le monastère de Palpung, s'arrêtant en chemin pour bénir la fameuse imprimerie du monastère de Dergé. C'est là qu'il fut intronisé comme 16e karmapa, Rangjung Rigpé Dorjé, par l'abbé du monastère de Palpung, Taï Sitou Rinpoché, qui l'accompagna ensuite pour le long voyage qui devait le conduire à Tsourphou, siège des karmapas au Tibet central où il fut accueilli par le 11e Gyaltsab Rinpoché, Kongtrul Rinpoché de Palpung, et le 10e Pawo Rinpoché.
En 1932, Rangjung Rigpe Dorjé reçut sa confirmation et la cérémonie de la coupe de mèche de cheveux du 13e dalaï-lama à Lhassa. Le jeune karmapa ayant enlevé la coiffe qu'il portait, le 13e dalaï-lama s'étonna que l'enfant n'ait pas retiré sa seconde coiffe, que l'assistance ne vit cependant pas. Il avait vu la Coiffe adamantine du karmapa, démontrant la réalisation spirituelle du dalaï-lama et l’authenticité du karmapa. Le dalaï-lama écrivit pour l'occasion une prière de longue vie pour le karmapa qui resta quelque temps au Norbulingka à ses côtés. Le karmapa a ensuite été intronisé au monastère de Tsourphou par Taï Sitou Rinpoché et le Gyalwang Drukpa.
Rangjung Rigpe Dorjé étudia avec Bérou Khyentsé Rinpoché et le grand pandit Bo Gongkar, célébré comme le dernier grand érudit Kamtsang Kagyu de l'époque. Bo Gongkar Rinpoché avait mémorisé la totalité des Tripitaka et comptait parmi ses étudiants l'érudit accompli Sakya, Dezhung Rinpoché. Alors qu'il étudiait avec Bo Gongkar Rinpoché, le 16e karmapa raconta à son lama les épisodes de ses existences précédentes. Quelques années plus tard, le 16e karmapa fut invité à se rendre en Chine, mais n'accepta pas cette invitation personnellement, préférant déléguer Bérou Khyentsé Rinpoché pour le représenter.

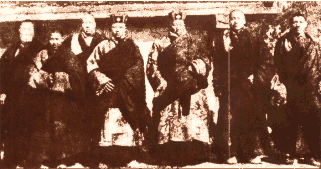
De gauche à droite, Jamgön Kongtrul Rinpoché, le 4e Palpoung Ongan Rinpoché, Dzigar Kongtrul Rinpoché, le 16e karmapa, le 11e tai sitou, Trého Rinpoché et le 10e Pawo Rinpoché, monastère de Palpoung au Tibet oriental, en 1939.

À Dzongsar, au monastère de Jamyang Khyentsé Chökyi Lodrö, le grand érudit Rimé, le 16e karmapa accomplit la cérémonie de la coiffe noire. Khyentsé Rinpoché vit Rangjung Rigpé Dorjé sous l'aspect de Düsum Khyenpa, le 1er karmapa. De retour à Palpung, le 16e karmapa reçut les initiations, lectures rituelles et instructions de l'ensemble des pratiques spirituelles de la tradition Sakyapa (Droup Thap Kun Tou). En 1940, alors qu'il réside à Palpung, il débute la composition d'une série de poèmes où il prédit l'invasion du Tibet, l'exil d'une partie des Tibétains, dont lui-même, en Inde, et évoque la connexion des karmapas, Sitou Rinpochés, et Dalaï Lamas.
En 1940, le 16e karmapa entreprit le voyage de retour vers Tsourphou. Là, pendant les 3 années suivantes, il s'adonna intensivement à la pratique.

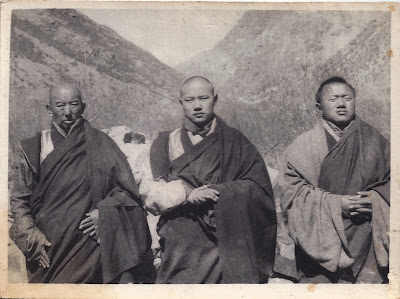
Le 16e karmapa à Tsourphou en 1945, entouré à sa droite de Pema Wangchuk Gyalpo, le 11e situ rinpoché, et à sa droite du 6e Ponlop Rinpoché.

En 1945, Le 11e situ rinpoché voyage depuis le Kham pour lui rendre visite à Tsourphou et lui conférer ses vœux de moines.
En 1947, avec son entourage, le 16e karmapa se rendit au Népal, en Inde et au Sikkim, pour visiter les lieux de pèlerinage bouddhiste. En 1948, le gouvernement du Sikkim nomme Sonam Topgyal Kazi interprète et guide pour cette visite. Avant de rentrer à Tsourphou la même année, il visite Khunu et le Kailash dont il fait trois fois le tour en 9 jours.
En 1954, avec le 14e dalaï-lama et le 10e panchen-lama, le 16e karmapa se rendit à Pékin.

### Les premiers conflits dans le Kham

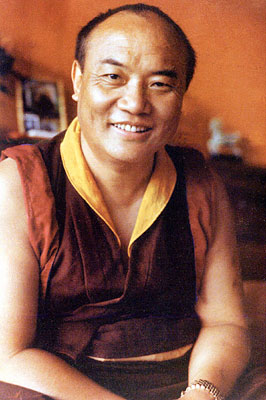
Le 16e karmapa

En 1955, de graves conflits éclatèrent dans les districts de Dergué et de Nangshen au Kham. En juillet 1956, à la demande du comité préparatoire à l'établissement de la région autonome du Tibet, le 16e karmapa se rendit à Chamdo, dans le Kham où il a de nombreux fidèles, accompagné d'un ministre, Ngabo Ngawang Jigme, pour rechercher une trêve à la suite d'un soulèvement khampa. En dépit de leurs efforts, la rébellion se poursuivit. Le karmapa obtint des Chinois un délai de 5 ans dans l'application de leurs réformes, informa le dalaï-lama de l'état des négociations et rentra à Tsourphou. Durant cette période, il reconnut Gyaltsab Rinpoché.
En 1956, à l'invitation de la Société de la Maha Bodhi, il part en pèlerinage pour l'Inde avec le 14e dalaï-lama et 10e panchen-lama, alors que l'Inde célèbre le 2500e anniversaire de Bouddha Jayanti.
Début 1957, de graves conflits avaient de nouveau éclaté au Kham. Un flot de réfugiés affluait vers le Tibet central. Parmi eux se trouvaient beaucoup de lamas kagyu tels le 9e Sangyé Nyenpa Rinpoché, Taï Sitou Rinpoché, Talep Rinpoché et leurs disciples, qui vinrent à Tsourphou. À cette époque, le 16e karmapa reconnut le nouveau Kongtrul Rinpoché de Palpung Lodrö Chökyi Sengé et Bongsar Khyentsé Rinpoché aussi appelé Beru Khyentsé. De Chetchen Kongtrul, le 16e karmapa reçut les transmissions scripturaires et les enseignements du Longtchen Dzeudun, le profond ouvrage en sept volumes de Longchenpa qui traite du Maha Ati (Dzogchen).
Depuis le Kham, inexorablement, le conflit gagna le Tibet central. Le 16e karmapa envoya Taï Sitou Rinpoché, Sangyé Nyenpa Rinpoché et le maître de méditation Kalou Rinpoché au Bhoutan. Le jeune Jamgoeun Kongtrul de Palpung fut envoyé à Kalimpong, en Inde, dans sa famille, les Sandutshang, de riches marchands. Par contre, le 16e karmapa lui-même refusa de partir à cette époque, disant qu'il gagnerait le Bhoutan si la situation se détériorait. Son intention était de rester à Tsourphou jusqu'au dernier moment, de façon à porter assistance aux réfugiés.

### L'Exode

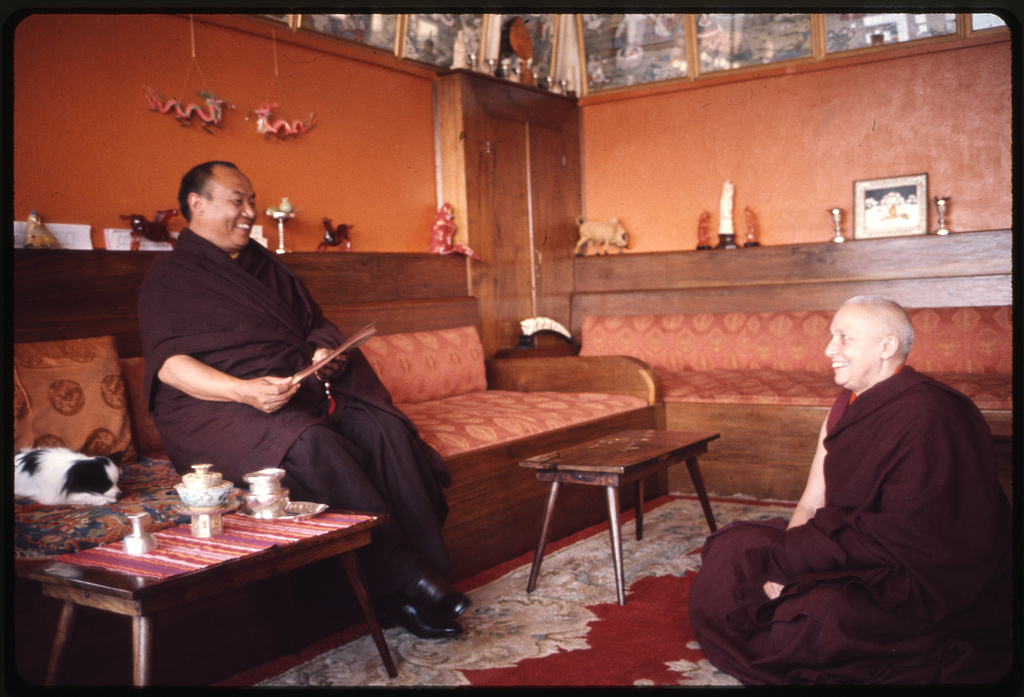
Le 16e karmapa, assis, avec Freda Bedi, au monastère de Rumtek au Sikkim

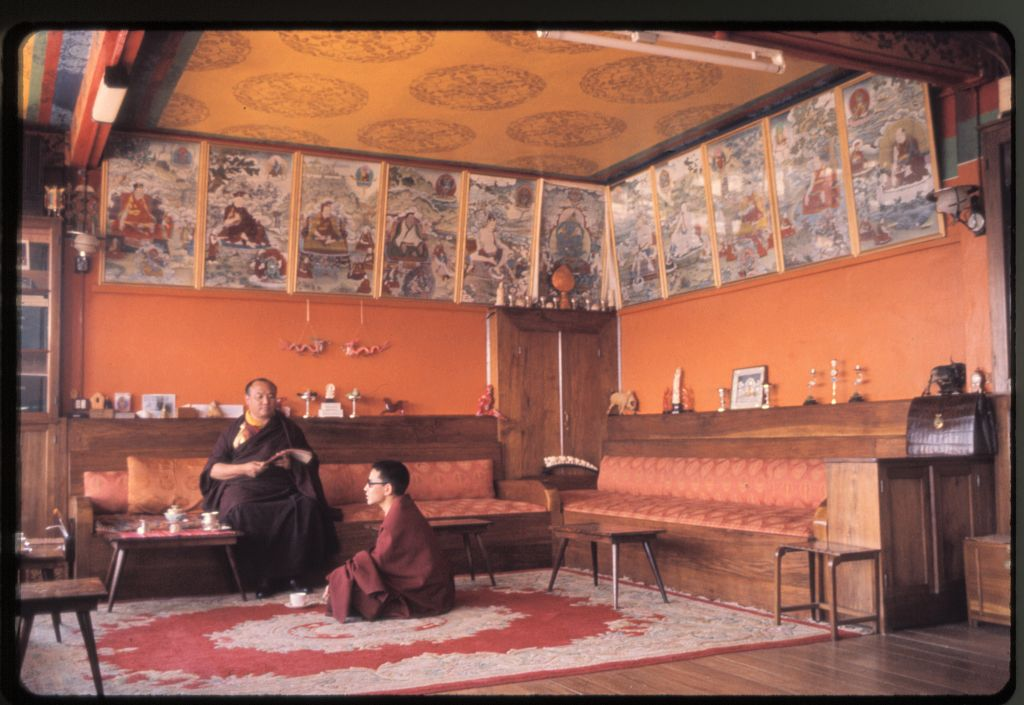
Le 16e karmapa avec le 11e taï sitoupa, au monastère de Rumtek au Sikkim

Les conflits entre l'armée communiste chinoise et la résistance khampa faisaient maintenant rage dans tout le Tibet. Se rendant compte qu'il devait maintenant quitter le Tibet de façon à veiller à la préservation du Dharma, le 16e karmapa résolu de partir.
En mars 1959, le 16e karmapa accompagné de 160 personnes, dont de nombreux moines, des tulkou, Urgyen Tsomo et des laïcs, transportant des objets de culte, dont la coiffe noire, quitta le Tibet pour le Bhoutan. Il y fut accueilli par la princesse Ashi Wangmo.
À la frontière du Bhoutan et de l'Inde, le 16e karmapa rencontra le Premier ministre du Sikkim qui lui transmit l'invitation du choegyal Tashi Namgyal à venir résider au Sikkim. Le 16e karmapa accepta l'invitation et il fut chaleureusement accueilli par la famille royale et la population. On lui demanda où il souhaitait s'établir. Il répondit qu'en tant que réfugiés tibétains, ils gardaient l'espoir de pouvoir un jour retourner au Tibet. Toutefois, puisque le 4e choegyal Gyurmed Namgyal avait fait édifier le monastère de Rumtek pour le 12e karmapa, il désirait y établir son siège en exil.
Pendant l'hiver 1959-1960, le 16e karmapa se rendit en Inde où il rencontra d'abord le 14e Dalaï Lama à Bénarès et, plus tard, le Pandit Nehru, alors Premier ministre.
L'été, le 16e karmapa conféra de nombreuses initiations à la foule qui se pressait pour le voir. Les gouvernements du Sikkim et de l'Inde lui remirent des fonds importants pour l'aider à construire un nouveau monastère, sur un terrain de trente hectares près de l'ancien monastère de Rumtek.
Le 16e karmapa a ordonné plus de 3 000 moines et reconnu des centaines de tulkus. Il a fait publier une nouvelle édition du Kanjur, l'encyclopédie des enseignements du Bouddha.

### L'activité en Occident

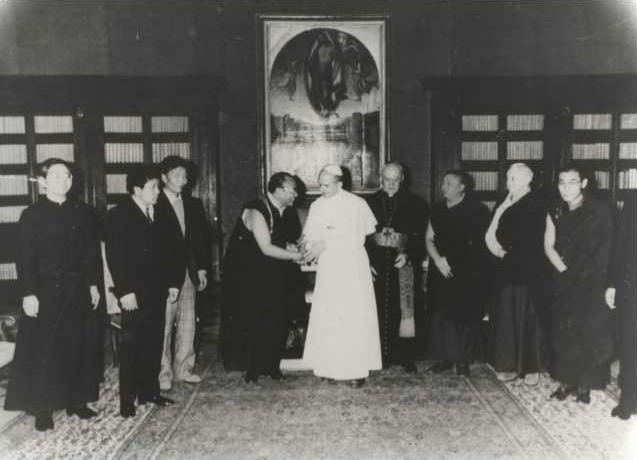
Le 16e karmapa, Rangjung Rigpe Dorje avec le pape Paul VI, le 17 janvier 1975.

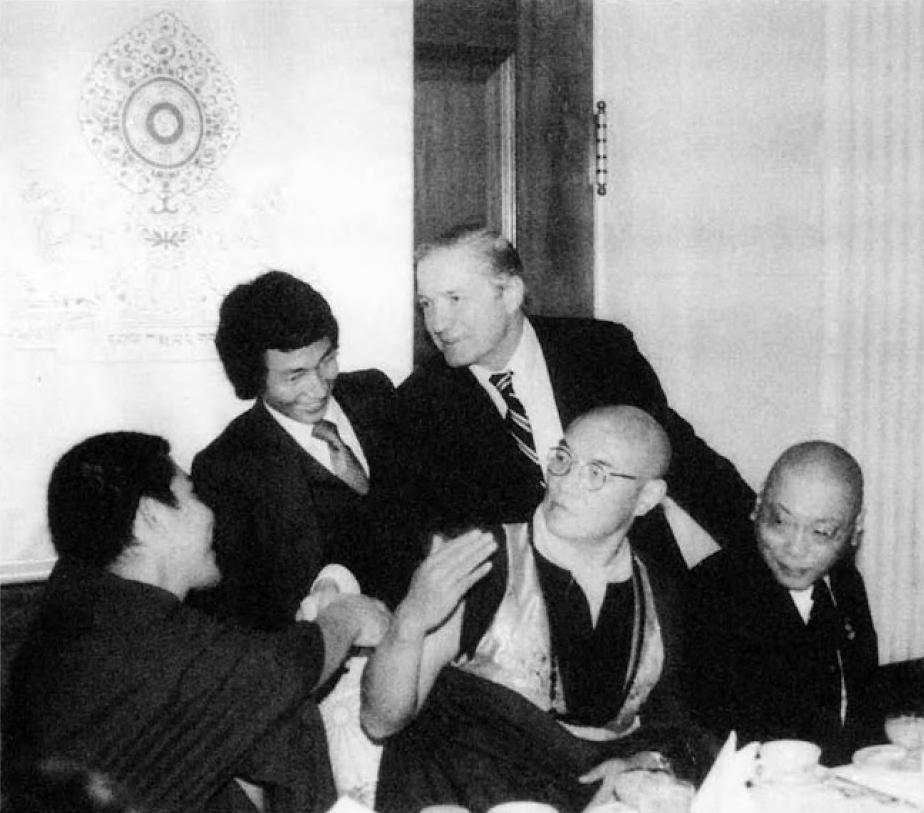
Charles Percy, Jamgon Kongtrul Rinpoché, le karmapa, Chogyam Trungpa, lors d'un déjeuner au Capitole en 1980. Le traducteur, Ngödup Burkhar, est en arrière plan.

En 1974, il a demandé à Guendune Rinpoché de fonder un monastère (Dhagpo Kundrel Ling) en Auvergne, des centres de retraite traditionnels et un temple en France. Un grand centre d'étude est également établi en Dordogne Dhagpo Kagyu Ling. Il a accompli trois tournées de par le monde. Le troisième voyage l'a plus particulièrement amené à se rendre en Amérique et en Asie du Sud-Est. Il a ainsi établi des centres du Dharma et des monastères un peu partout, en vue de protéger, préserver et répandre l'enseignement du Bouddha.
En 1974, il fit une première tournée mondiale en Europe, aux États-Unis et au Canada. Cette même année, suivant une proposition de Lama Gyourmé, il rencontre Taisen Deshimaru à Paris. Le 10 janvier 1975, il est reçu par la Communauté bouddhique de France, salle Adyar, à Paris. La cérémonie de la coiffe noire attire plus de 5 000 personnes à l’hôtel Sheraton à Paris. Le 17 janvier 1975, il se rendit à Rome et fut reçu en audience par le pape Paul VI,, à laquelle pris part Freda Bedi.
En 1976-77, il fit une seconde tournée mondiale.
En 1980-1981, il fait une troisième et dernière tournée mondiale en Grèce, Angleterre, États-Unis et Asie du Sud-Est. Invité par les sénateurs Charles Percy et Claiborne Pell à un déjeuner en septembre 1980 au Capitole, il y donna un discours sur la nécessité d'un monde de paix et d'harmonie et sur les enseignements et leurs pratiques qui y mènent,.

### Sa mort

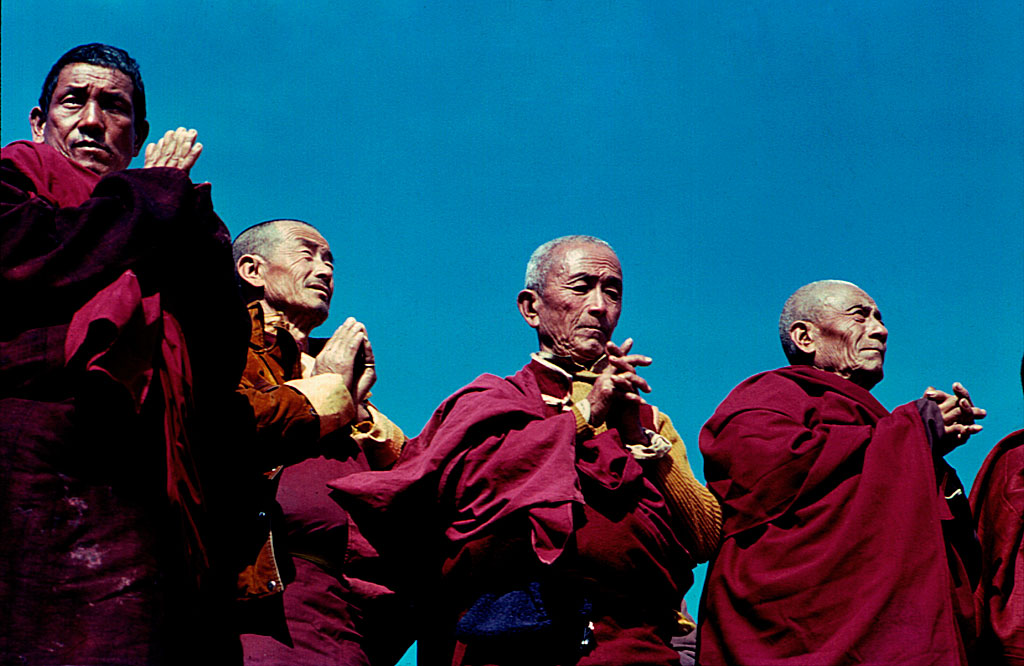
Moines à Rumthek après les funérailles du 16e karmapa, le 10 février 1982

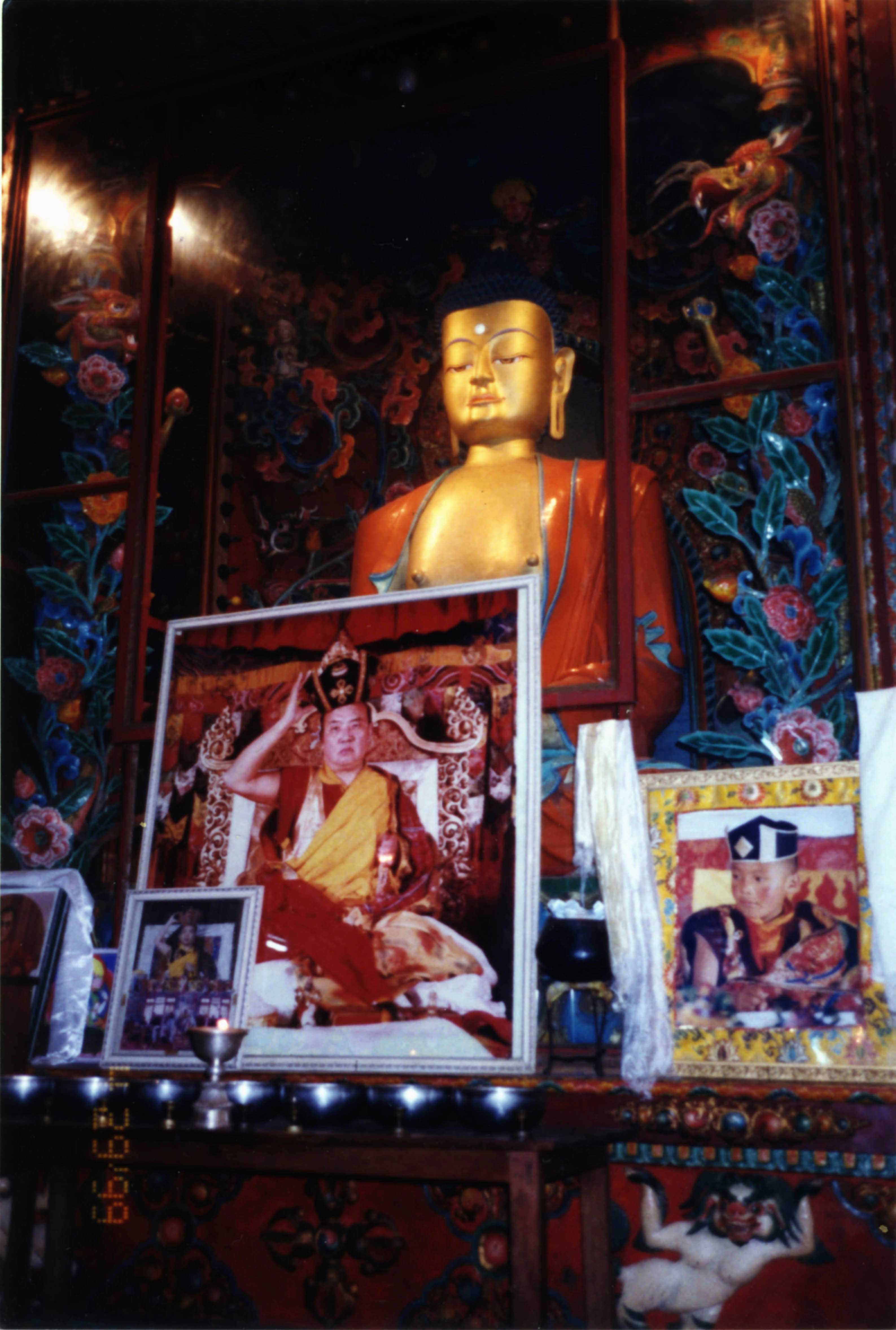
Photo du 16e karmapa

Le 16e karmapa a été hospitalisé en raison d'un cancer de l'estomac et d'une tuberculose. Il est mort le 5 novembre 1981 dans un hôpital à Zion, près de Chicago aux États-Unis. Il fut incinéré à Rumtek.
Le Dr Mitchell Levy fit un compte rendu des événements médicaux survenus lors de sa mort. Le matin de sa mort, une défaillance cardiaque fut notée sur l'électrocardiogramme. Il fit probablement une crise cardiaque, avec un arrêt cardiaque de 10 secondes et une chute de la tension artérielle qui put être corrigée et stabilisée pendant 30 minutes avant une chute complète suivie d'un nouvel arrêt cardiaque. La réanimation avec massage cardiaque dura 45 minutes. L'épinéphrine, l'adrénaline et le calcium en injection intra-cardiaque furent sans effet. Environ 15 minute après l'arrêt des efforts de réanimation, soit 1 heure après son arrêt cardiaque, sa tension remonta à 14/8 et son pouls repartit à 80, un événement que le médecin considéra comme le plus miraculeux qu'il ait vu chez le karmapa et laissant le sentiment au personnel médical que la force de sa conscience était revenu faire tout redémarrer. Après sa mort, il demeura 3 jours en état de méditation (tukdam) sur son lit d’hôpital,. Le Dr. Ranulfo Sanchez, chirurgien de l'hôpital de Zion, mentionne que 36 heures après le décès, la région du cœur du karmapa était encore chaude.
Kalou Rinpoché, lors de sa visite à Dhagpo Kagyu Ling en novembre 1984, déclara que le 16e karmapa avait prédit que l'activité de sa 17e incarnation serait encore plus grande que celle de la précédente.

### Œuvres
- (en) A Song
- (en) The Manifestation of Compassionate Activity, Karma Triyana Dharmachakra, 1998
- (en) Advice on Spiritual Practice, Karma Triyana Dharmachakra, 1998

### Études
- Gerd Bausch, Compassion rayonnate. Regards sur la vie et l'activité du 16e Gyalwa Karmapa, Tome 1 (Tome 2 en préparation), Éditions Karuna, 2022.
- Francesca Yvonne Caroutch, La fulgurante épopée des Karmapas, les enfants de l'éveil, Dervy, (2000), 316 p. —  (ISBN 2-84454-063-5)
- Lama Kunsang & Marie Aubèle, L'Odyssée des Karmapas, La grande histoire des lamas à la coiffe noire, Ed. Albin Michel, coll. "Spiritualités", (2011), 420 p.  (ISBN 978-2-226-22150-6)
- (en) Naomi Levine, The Miraculous 16th Karmapa. Incredible Encounters with the Black Crown Buddha, préface d'Orgyen Trinley Dorje , Shang Shung Publications, 2013, 440 p.
- Silvia Wong, Les Prophéties de Karmapa. De l'histoire à l'actualité, Rabsel Éditions, 2011, 624 p.
- Gerd Bausch, Radiant Compassion. The Life of the 16th Gyalwa Karmapa, Vol 1 and 2, Edition Karuna, 2018 and 2020, 800 p., (version francaise en préparation).

### Enregistrements audios
- Sina Vodjani, Karmapa secret of the crystal mountain, 1996